# Pentanema auriculatum
Inula auriculata là một loài thực vật có hoa trong họ Cúc. Loài này được Boiss. & Balansa mô tả khoa học đầu tiên năm 1856.